# Plano Tirpitz
O Plano Tirpitz foi um esforço da Alemanha para construir a segunda maior frota naval do mundo, no período anterior a Primeira Guerra Mundial. 
A expansão da frota naval alemã aconteceu com a preparação e execução de cinco  planos (Flottengesetze) aprovados em 1898, 1900, 1906, 1908 e 1912, como consequência houve um grande desenvolvimento da indústria naval no país. O plano foi formulado pelo Almirante Alfred von Tirpitz. Em 1914, início da Primeira Guerra, a Alemanha contava com 29 couraçados prontos para o combate contra  49 navios de igual porte do Reino Unido. 
A maior frota do início do século XX era formada pelos navios da Royal Navy.